# آمسرگید
آمسرگید (انگلیسی: Amesergide) یک آنتاگونیست گیرنده سروتونین از خانواده ارگولین و لیزرگامید مربوط به متی‌سرژاید است که برای درمان انواع بیماری‌ها از جمله افسردگی، اختلال عملکرد جنسی مردان، میگرن و ترومبوز آزمایش شد، اما هرگز به بازار عرضه نشد.  پش از توقف کارآزمایی، به آزمایش‌های بالینی فاز دوم برای درمان افسردگی، اختلال نعوظ، و انزال زودرس رسید.